# Santa Maria Madalena no Campo Marzio (título cardinalício)
Santa Maria Madalena no Campo Marzio (em latim: Sanctae Mariae Magdalenae in Campo Martio) é um título cardinalício estabelecido pelo Papa Francisco em 7 de dezembro de 2024. A igreja titular deste título é a igreja de Santa Maria Maddalena in Campo Marzio.

## Titulares protetores
- Vicente Bokalic Iglic, C.M. (desde 2024)